# Llanos
|  | Per a altres significats, vegeu «Los Llanos». |

Els Llanos o Los Llanos - en català traduïble com "les planes" - són unes extenses praderies o sabanes tropicals que es troben a l'est dels Andes, al nord-oest d'Amèrica del Sud (en territoris administrats per Colòmbia i Veneçuela).
Aquesta sabana és una ecoregió i no es deu a condicions climàtiques de poca pluja, sinó del sòl que presenta a poca fondària una capa gairebé impermeable de roca que, en general, no deixa que hi creixin els arbres. El riu principal n'és l'Orinoco, que forma frontera entre Colòmbia i Veneçuela. És una plana baixa, per sota dels 200 m d'altitud i molt uniforme. S'estén durant 1.200-1.300 km de llargada.
És molt poc poblada, amb una densitat de població d’1 h/km². Les ciutats més importants són Ciudad Bolívar i Calabozo. La ramaderia és l’activitat més destacada. Hi ha conreus de cotó, tabac, blat de moro i cafè.

## Geologia

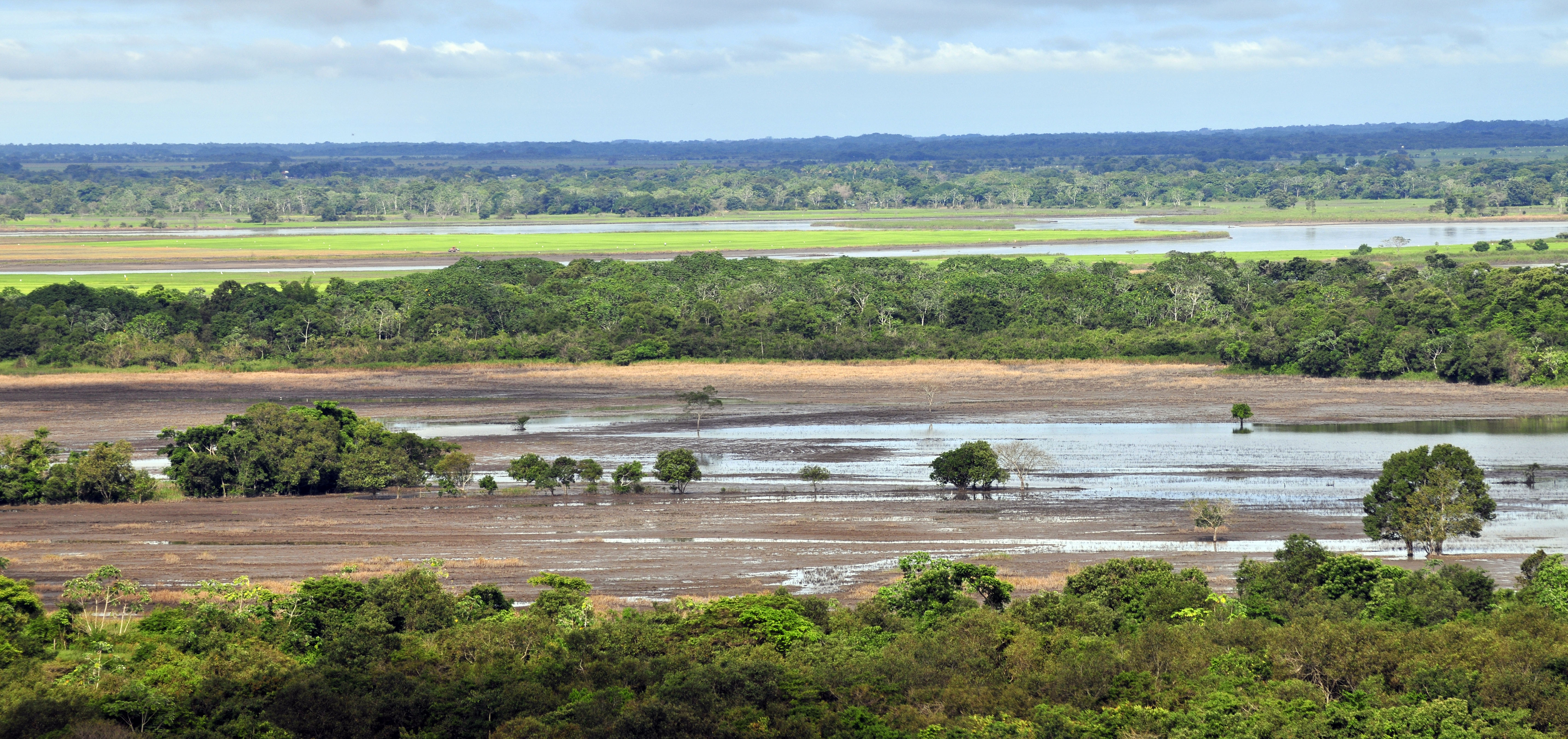
Els Llanos Orientals a Colòmbia.

A Amèrica del Sud, la sabana ocupa unes 269 milions d'hectàrees. La majoria (76%) correspon als cerrados del Brasil però un 11% (28 milions ha) el formen els Llanos de Veneçuela i un 6% els Llanos de Colòmbia. Es troben a les coordenades de latituds 3° a 10° N i longituds de 62° a 74° W. És una ecoregió relativament jove, potser de menys de 10.000 anys d'antiguitat, i desenvolupada en un geosinclinal entre l'altiplà de la Guaiana i els Andes. Aquesta conca havia estat reblerta de sediments en el terciari.
La pluviometria total anual és màxima al sud-oest amb 2.500 litres, al centre de la conca és de 1.200-1.600 i al nord-est de 800-1.200 mm. El 95% de la pluja cau entre abril i novembre, amb més de 400 litres cada mes entre juny i juliol. L'estació seca dura de 3 a 5 mesos, entre desembre i abril, amb menys de 50 litres de mitjana mensual. És per això que el territori passa d'estar inundat a completament sec. La temperatura mitjana anual és de 27 °C, que varien només 2 °C en la variació diària, com és propi dels tròpics, que va de 13 a 17 °C.
Els sòls són poc fèrtils. Un horitzó del sòl cimentat amb ferro afecta la percolació de l'aigua i fa difícil que s'hi estableixin arbres. A les zones que s'inunden estacionalment els sòls són més rics en matèria orgànica i tenen més llim.

## Clima
L'ecoregió té un clima de sabana tropical. Les precipitacions són molt estacionals, amb una temporada de pluges de maig a novembre i una estació seca entre desembre i abril.
Els mesos més plujosos solen ser el juny i el juliol. Quan plou la plana s'inunda fins a un metre sota l'aigua; hi viuen una setantena d'aus, entre aquestes l'ibis escarlata. Les precipitacions varien a tota l'ecoregió, des de fins a 2.500 mm a l'any al sud-oest, de 1200 a 1600 mm a l'estat d'Apure i de 800 a 1200 mm a l'any als llanos de l'estat de Monagas al nord-est. La temperatura mitjana anual és de 27 ° C i la temperatura mitjana mensual varia poc durant tot l'any; els mesos de temperatura més baixa (juny, juliol, desembre i gener) són només 2º més frescos que els mesos més calorosos.

## Flora

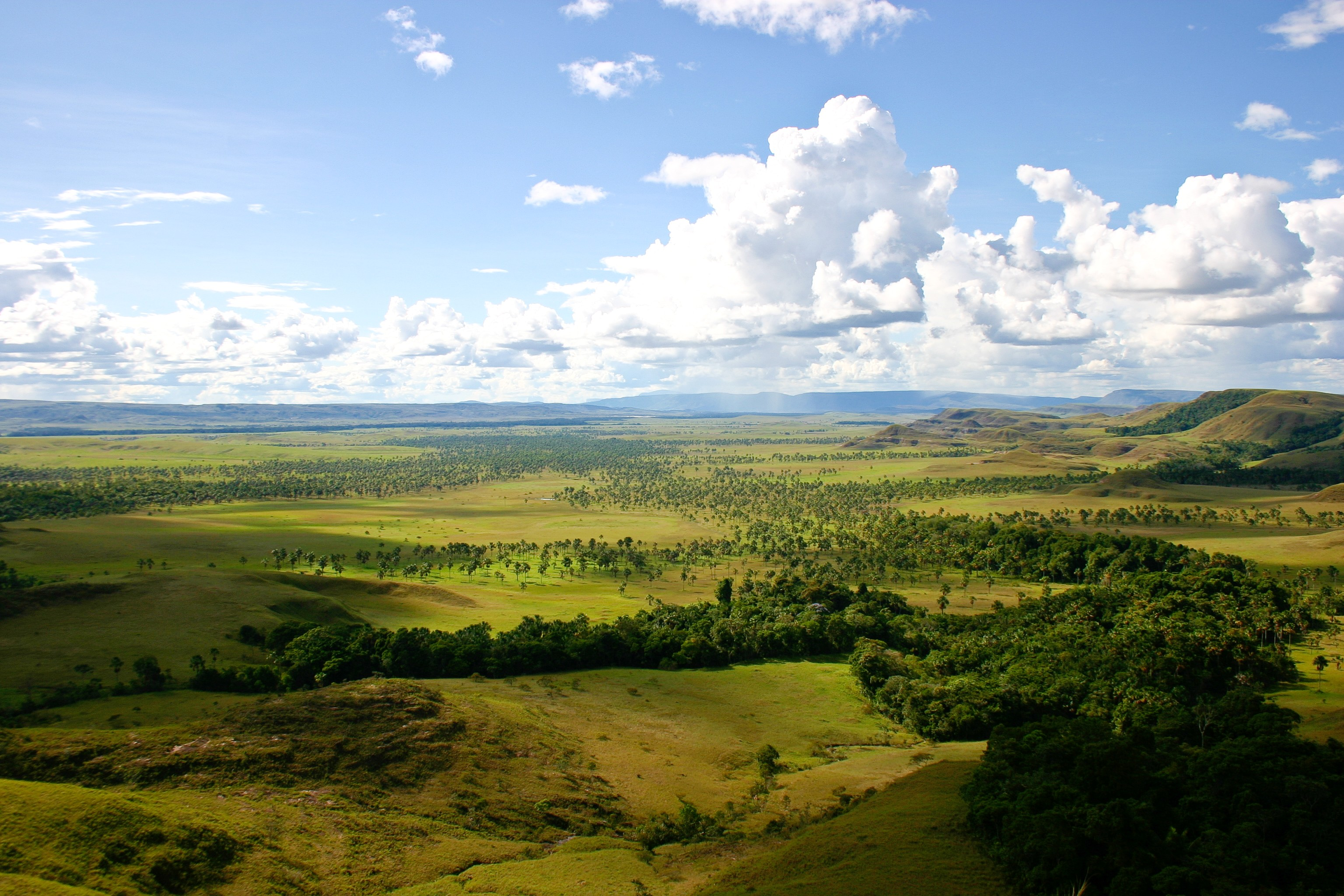
Els Llanos a Veneçuela.

Segons la classificació d'Holdridge, la zona dels Llanos hauria d'estar coberta per un bosc tropical caducifoli sec, però el que hi domina és la sabana de 10 diversos tipus.
L'alçada de les herbes és de 30-100 cm i les motes estan separades de 10 a 30 cm. Hi ha unes 285 espècies d'angiospermes pertanyents a 55 famílies. En la sabana típica de Trachypogon spp., les espècies característiques són Trachypogon plumosus, T. vestitus, Axonopus canescens, A. anceps, Andropogon selloanus, diverses espècies del gènere Aristida, Leptocoryphium lanatum, Paspalum carinatum, Sporobolus indicus, S. cubensis, ciperàcies dels gèneres Rhynchospora i Bulbostylis, i moltes fabàcies dels gèneres Mimosa, Cassia, Desmodium, Eriosema, Galactia, Indigofera, Phaseolus, Stylosanthes, Tephrosia, i Zornia. Arbres dispersos com el "manteco" (Byrsonima crassifolia) i el "chaparro" (Curatella americana) són poc freqüents, com també el "alcornoque" (Bodwichia virgilioides). Hi són freqüents grups d'arbres que ocupen zones de fins a una hectàrea, es consideren romanents d'un antic bosc sec, potser destruïts pels humans.

## Fauna

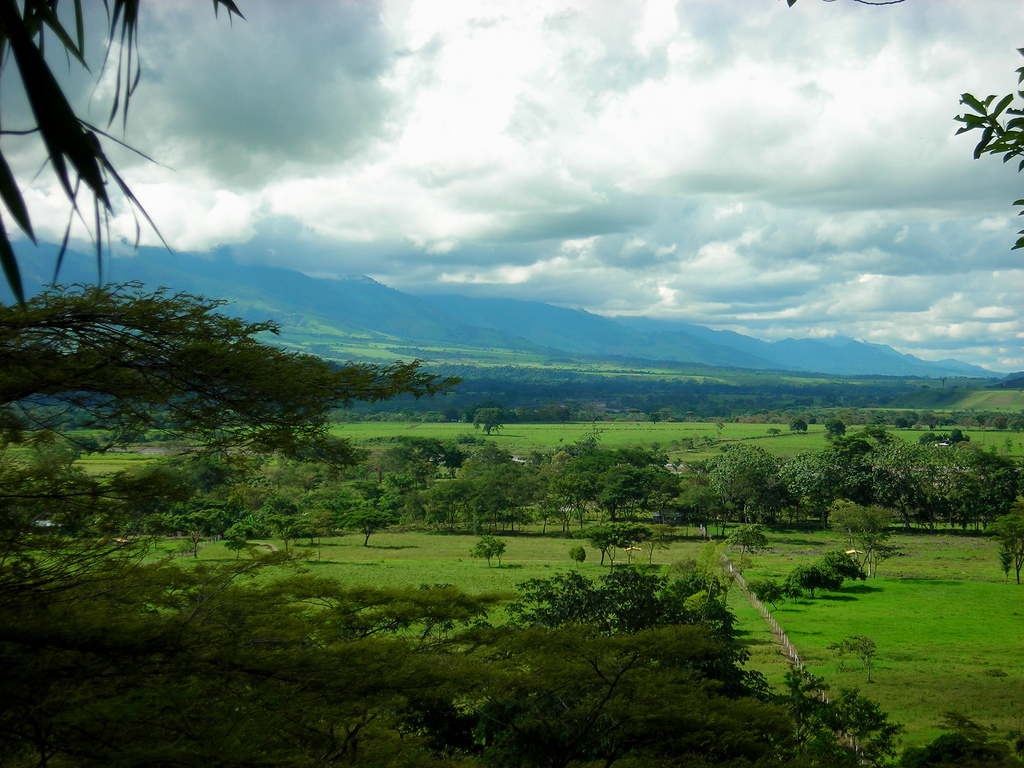
Els Llanos a Colòmbia.

Hi ha unes 102 espècies de mamífers, la majoria (59) són ratpenats 
(Chiroptera), però hi ha 17 rosegadors (Rodentia), 11 carnívors (Carnivora), 5 Edentada, 4 marsupials (Marsupialia), 2 primats, 2 Artiodactyla, 1 Perissodactyla i un 1 Lagomorpha (conill).
A diferència de la sabana africana, hi ha un únic ungulat natiu: el cérvol de Virgínia (Odocoileus virginianus). El gran herbívor n'és el capibara (Hydrochoerus hydrochaeris), que pesa fins a 50 kg. Als boscos en galeria de les riberes dels rius hi ha més biodiversitat amb mamífers com els pecaris (Tayassu tajacu i Tayassu pecari), tapirs (Tapirus terrestris), cérvols (Odocoileus virginianus, Mazama americana), simis (Cebus nigrivittatus, Alouatta seniculus), grans rosegadors (Agouti paca, Dasyprocta spp, Coendou prehensilis) i diversos fèlids com pumes (Puma concolor), jaguars (Panthera onca) i ocelots (Leopardus pardalis).
Gran part de l'avifauna també, molt sovint, està restringida als boscos en galeria. Una gran part en són ocells aquàtics.
Hi ha 36 espècies d'amfibis i 7 de rèptils. La tortuga fluvial de l'Orinoco (Podocnemis expansa) és la més grossa d'Amèrica. El cocodril de l'Orinoco (Crocodylus intermedius) és l'única espècie de cocodril restringida a una sola conca fluvial. La tortuga de potes vermelles (Geochelone carbonaria) és sovint menjada pels habitants de la zona.
Hi ha unes 300 espècies de peixos als Llanos i el seu nombre s'incrementa en època d'inundació.
Són endèmics només els vertebrats Monodelphis orinoci (marsupial) i el desdentat Dasypus sabanicola.
Es troben en risc d'extinció: Priodontes maximus, Pteronura brasiliensis, l'ocelot (Leopardus pardalis), el jaguar (Pantera onca), el tapir (Tapirus terrestris), el molt caçata manatí (Trichechus manatus), la tortuga Podocnemis expansa i el cocodril de l'Orinoco (Crocodylus intermedius). No hi ha ocells en perill d'extinció als Llanos.